# Hannibal Goodwin
Hannibal Williston Goodwin (21 de abril de 1822 - 31 de dezembro de 1900), patenteou um método para fazer filme de rolo transparente e flexível de base de filme de nitrocelulose, que foi usado no Cinetoscópio de Thomas Edison, uma das primeiras máquinas para visualização de filmes.

## Vida
Nascido no Condado de Tompkins, Nova York, serviu como padre de 1867 a 1887 em Newark. Embora não tivesse formação científica, fez 24 invenções, das quais patenteou cerca de 15. Mas a mais importante foi um procedimento para a produção de filme celulóide, que foi um avanço básico na produção de imagens em movimento.
Em 2 de maio de 1887, coincidindo com sua aposentadoria do cargo sacerdotal, apresentou sua invenção em uma reunião. No entanto, ao solicitar sua patente, ele entrou em conflito com a Eastman Kodak, que havia começado a produção dela. As ações duraram dez anos até que em 13 de setembro de 1898 foi concedida com o número 610861 e mais tarde em 1914 seus proprietários obtiveram uma indenização de cinco milhões de dólares.
Em 1900, Goodwin fundou a Goodwin Film and Camera Company, mas antes do início da produção do filme, ele se envolveu em um acidente de rua perto de um canteiro de obras e morreu de uma perna quebrada e pneumonia em 31 de dezembro de 1900.